# Aeroportul Chifeng Yulong
Aeroportul Chifeng Yulong (IATA: CIF, ICAO: ZBCF) este un aeroport din Mongolia Interioară, Republica Populară Chineză ce deservește zona Chifeng⁠(d). Aeroportul a fost tranzitat în 2022 de 836.332 de pasageri. A fost numit după zona deservită.
Situat la o altitudine de 615 m, aeroportul dispune de o singură pistă.